# Калантаров, Павел Лазаревич
Калантаров Павел Лазаревич (7 июля 1892, Санкт-Петербург — 2 декабря 1951, Ленинград) — советский учёный-электроэнергетик, теоретик, доктор технических наук, профессор, заведующий кафедрами, декан и ректор Ленинградского политехнического института, заслуженный деятель науки РСФСР, кавалер ордена Ленина.

## Биография
Родился 7 июля (по старому стилю) 1892 года в семье  железнодорожного служащего Лазаря Никитича Калантарова в Петербурге.  Его мать происходила из крестьянской семьи, отец имел дворянское происхождение. Окончил Санкт-Петербургское Третье реальное училище в 1909 году и тогда же был зачислен в Санкт-Петербургский политехнический институт на электромеханическое отделение. В 1912 году, после смерти отца, вынужден был начать зарабатывать, чтобы оправдать расходы на учебу в институте. Работать старался с учетом будущей специальности - на электростанциях в Москве и Петербурге. Во время Первой мировой войны служил инженером в военно-морском отделе Всеобщей компании электричества, занимаясь вопросами вентиляции при постройке военных кораблей.  В 1920 году успешно окончил институт и был оставлен на своем факультете для ведения научной и преподавательской работы.
В 1923 году Калантаров возглавил организованный им первый семинар по теоретической электротехнике. С этого времени началась его многолетняя и многогранная преподавательская деятельность. На электромеханическом факультете он читал курс "Ртутные выпрямители", на химическом - "Специальный курс электротехники", на факультете индустриализации сельского хозяйства - "Магнитные и электрические явления". По инициативе своего научного руководителя Академика В.Ф. Миткевича П.Л. Калантаров читал курс "Теория переменных токов". Кроме того, он работал научным сотрудником электромеханического отдела Государственной физико-технической лаборатории в Ленинграде, Ленинградского электрофизического института, преподавал в Ленинградском институте механизации и электрификации сельского хозяйства.
В 1930 году П.Л. Калантаров стал профессором кафедры "Теоретические основы электротехники" (ТОЭ), ведущей и на тот момент единственной подобной кафедры во всем Союзе. Комиссией по утверждению профессорского состава при Президиуме Государственного Ученого Совета Павел Лазаревич Калантаров в 1932 году был утвержден в ученом звании профессор. В мае 1935 года Высшей аттестационной комиссией ему без защиты диссертации была присуждена ученая степень доктора технических наук.
С 1923 по 1930 год П.Л. Калантаров работал в знаменитом "Остехбюро" - Особом техническом бюро по военным изобретениям специального назначения, занимаясь вопросами теоретического характера.
В 1934 году Калантаров стал деканом основанного им Общетехнического факультета. Программа этого факультета увеличивала физико-математическую подготовку студентов. В 1936 году Павел Леонидович стал заместителем директора Ленинградского индустриального института (так в те годы назывался Ленинградский политехнический институт), крупнейшего в СССР технического вуза по научно-учебной работе. Дважды (с июня по октябрь 1937 и с декабря 1937 и по июнь 1938) П.Л. Калантаров исполнял обязанности директора (ректора) ЛИИ.
С началом Великой Отечественной войны по распоряжению Всесоюзного комитета по делам высшей школы П.Л. Калантаров руководил эвакуацией в г. Томск наиболее ценного научного оборудования и наиболее редких экземпляров книг из фундаментальной библиотеки Ленинградского политехнического института. В Томске он был оставлен профессором Индустриального института и заведующим кафедрой в Томском электротехническом транспортном институте. В октябре 1942 года его направили в Ташкент, где он стал исполнять обязанности заместителя директора САИИ - Среднеазиатского индустриального института. К концу 1942 года в Ташкент добралась значительная часть преподавательского состава и студентов эвакуированного Ленинградского политехнического института. Этот коллектив, способный продолжить прерванную в блокадном Ленинграде научную и образовательную работу, возглавил Павел Лазаревич Калантаров.
В 1944 году Указом Президиума Верховного Совета СССР Павел Лазаревич Калантаров был награжден высшим советским орденом - орденом Ленина. За вклад в развитие научной работы Узбекистана он был награжден грамотой Верховного совета УзССР.  в 1945 году П.Л. Калантаров был удостоен еще одной правительственной награды - медали "За доблестный труд в Великой Отечественной войне 1941-1945 гг."
Весной 1944 года, после полного снятия блокады Ленинграда, Совнаркомом СССР и ГКО было принято решение о реэвакуации ЛПИ из Ташкента в Ленинград.  В июне 1944 года П.Л. Калантаров вернулся в Ленинград, а в октябре был назначен ректором института. За время его работы на этой должности (с 1944 по 1946 годы) Ленинградский политехнический институт был полностью восстановлен и в полной мере занял ведущее место среди технических вузов страны.
В 1947 году за выдающиеся заслуги в области науки и техники П.Л. Калантарову было присвоено почетное звание "Заслуженный деятель науки и техники РСФСР".